# Світський лібералізм
Світський лібералізм — це форма лібералізму, в якій особлива увага приділяється світським принципам і цінностям, інколи ж і нерелігійній етиці. Він підтримує відокремлення релігії від держави. Крім того, світські ліберали зазвичай є прихильниками ліберальної демократії та відкритого суспільства як моделей для організації стабільних та мирних суспільств.
Світський лібералізм знаходиться на іншому кінці політичного спектра від релігійного авторитаризму, який спостерігається у теократичних державах та неліберальних демократіях. Він часто асоціюється з позиціями на користь соціальної рівності та політичної свободи.

## Опис
Будучи секуляристами за визначенням, світські ліберали схильні віддавати перевагу світським державам перед теократіями чи державами з державною релігією. Світські ліберали виступають за відокремлення церкви від держави у формальному конституційно-правовому сенсі. Світські ліберальні погляди зазвичай розглядають релігійні уявлення про суспільство та релігійні аргументи авторитету, почерпнуті з різних священних текстів, як такі, що не мають особливого статусу, авторитету чи придбання у соціальних, політичних чи етичних дебатах. Зазвичай світські ліберали виступають за викладання релігії як історичного та культурного феномену та проти релігійної індоктринації чи уроків, які пропагують релігію як факт у школах. Серед тих, кого називають світськими лібералами, є такі відомі атеїсти, як Докінз, Крістофер Гітченс, Айаан Хірсі та Сем Гарріс.
Ярлик «світський ліберал» іноді може збивати з пантелику стосовно того, до чого він відноситься. Хоча термін світський іноді може використовуватися як прикметник для атеїстів і нерелігійних людей, в основному в американському вживанні, в англійській він частіше відноситься до людей, які є секуляристами, тобто людьми, які вірять у поділ релігії та уряду. Письменник-атеїст Річард Докінз може бути віднесений до обох визначень, у той час як британський мусульманський ліберальний коментатор Мааджид Наваз та ліберальні християни, які виступають за секуляризм, такі як Ед Дейві та Барак Обама, відповідають лише останньому.